# Edouard Moretus Plantin

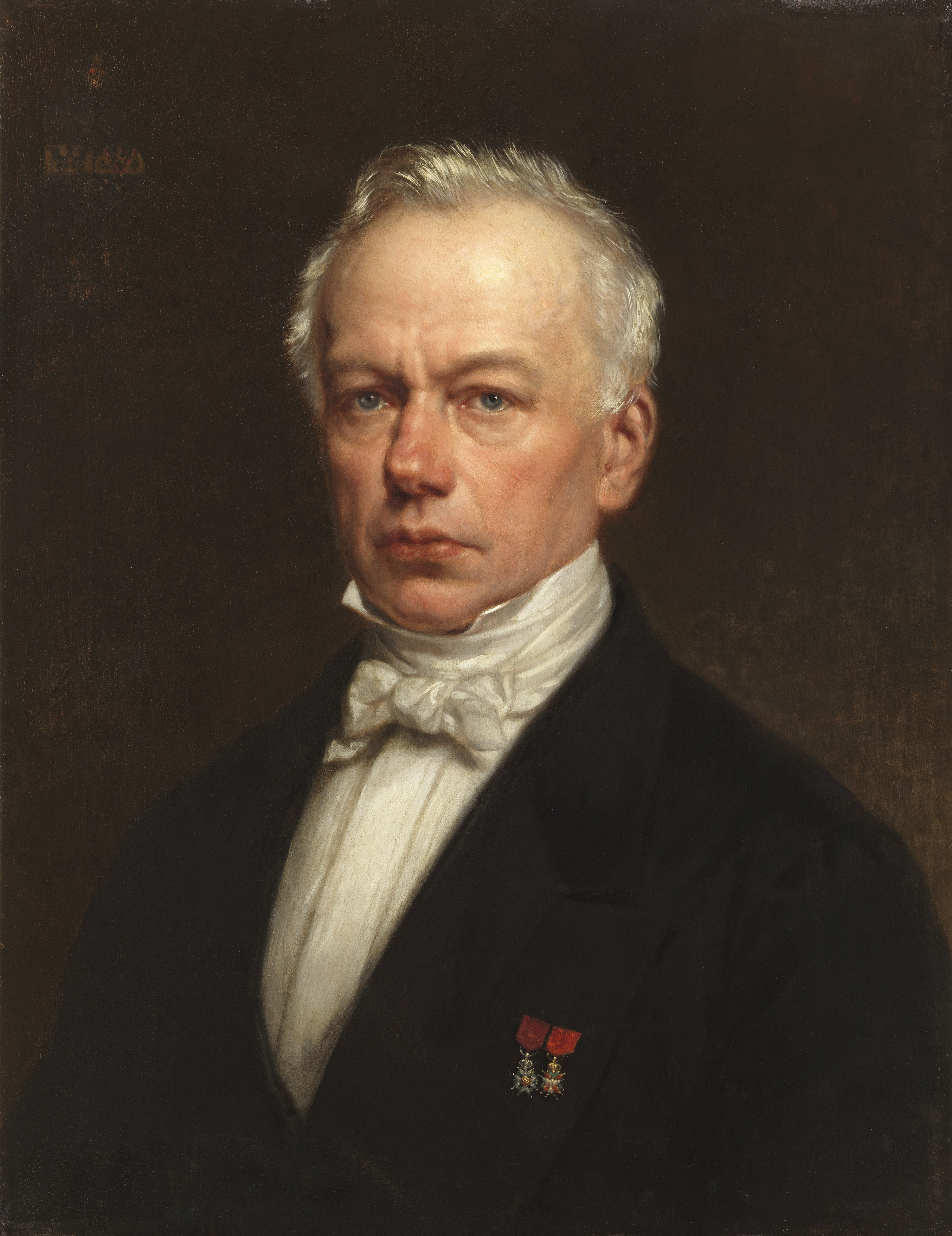
Portret door Jozef Delin (1879)

Edouard Jean Hyacinthe Moretus Plantin (Antwerpen, 5 maart 1804 - Ekeren, 26 juni 1880) was een Belgisch politicus.

## Biografie

### Familie
Edouard Moretus Plantin was een telg uit de Antwerpse adellijke familie Moretus. Zijn voorouder Jan I Moretus was drukker en de rechterhand van Christoffel Plantijn. Hij was een zoon van Jozef Moretus (1762-1810) en Marie-Henriette Wellens (1762-1809). Hij trouwde in 1827 in Antwerpen met Albertine du Bois (1803-1891), dochter van baron Ferdinand du Bois, lid van de Raad van State en het Nationaal Congres en senator. Ze kregen twee zoons en drie dochters.
- Léonie Moretus Plantin (1828-1913), trouwde in 1859 in Antwerpen met Ferdinand de Vinck (1815-1895), zoon van Louis de Vinck, gedeputeerde van Antwerpen en gouverneur van Antwerpen. Het huwelijk bleef kinderloos.
- Isaure Moretus Plantin (1833-1905), trouwde in 1860 in Ekeren met baron Ferdinand de Rennette de Villers-Perwin (1823-1900), luitenant-generaal. Ze kregen een zoon en een dochter, met afstammelingen tot heden.
- Stanislaus Moretus Plantin (1840-1855)
- Alexis Moretus Plantin (1844-1914), bleef ongehuwd.
- Georgine Moretus Plantin (1849-1919), trouwde in 1878 in Aigues-Vives met markies Anatole de Granges de Surgères (1850-1902), Frans historicus, bibliograaf en bibliofiel. Ze kregen drie zoons en twee dochters, met afstammelingen tot heden.

Hij werd, zoals zijn broers Albert en Ferdinand, in 1822 erkend in de erfelijke adel. Bij koninklijk besluit van 15 november 1871 kreeg hij vergunning om aan de familienaam Plantin toe te voegen, in herinnering aan Martina Plantijn die met Jan I Moretus trouwde.
Moretus Plantin was een schoonbroer van Ferdinand de Baillet, gouverneur van West-Vlaanderen.

### Loopbaan
Moretus Plantin erfde in 1865 de Plantijn-Moretus-drukkerij van zijn broer Albert. In 1876 verkocht hij de drukkerij inclusief inboedel aan de stad Antwerpen met de bedoeling ze als museum te bewaren. Thans is het Museum Plantin-Moretus er ondergebracht.
Van 1836 tot 1866 was hij voor het kanton Ekeren provincieraadslid van Antwerpen. Ook was hij lid van de Commissie voor Burgerlijke Godshuizen van Antwerpen, voorzitter van het kerkbestuur van de Sint-Lambertusparochie en dijkgraaf van de polder van Oosterweel.
Moretus Plantin woonde op het Kasteel Moretushof in Ekeren, waar hij in 1880 overleed.